# Xerarionta kelletti
Xerarionta kelletti är en snäckart som först beskrevs av Forbes 1850.  Xerarionta kelletti ingår i släktet Xerarionta och familjen Helminthoglyptidae. Inga underarter finns listade i Catalogue of Life.